# Philipp Hoffmann (Lehrer)
Philipp Hoffmann (* 21. September 1870 in Westheim (Pfalz); † 10. Mai 1939 in Speyer) war Landwirtschaftslehrer, Autor und Mitbegründer des Verbandes Pfälzischer Tabakbauvereine sowie des Deutschen Tabakbauverbandes.

## Leben
Hoffmann arbeitete zunächst als Volksschullehrer in verschiedenen Orten in Rheinland-Pfalz. Von 1895 bis 1897 studierte er Landwirtschaft in Hohenheim und Weihenstephan sowie in München. Danach kehrte Hoffmann in seine Heimat zurück, wo er in den Bezirken Germersheim und Speyer als landwirtschaftlicher Wanderlehrer arbeitete. Außerdem war Hoffmann Vorstand der landwirtschaftlichen Winterschule in Bellheim.
1909 gründete Hoffmann zusammen mit Vertretern von lokalen Tabakvereinen in Bellheim den Verband pfälzischer Tabakbauvereine. Von der Gründung bis 1939 diente Hoffmann als Geschäftsführer und Tabakbausachverständiger des Verbandes. 1917 zählte Hoffmann zu den Mitbegründern des Deutschen Tabakbauverbandes, für den er den Vorsitz des Technischen Ausschusses übernahm.
Neben seinen Ämtern war Hoffmann auch als Autor aktiv. 1916 gründete er die Zeitschrift Der Deutsche Tabakbau und blieb bis 1939 deren Hauptschriftleiter.

## Veröffentlichung
- Philipp  Hoffmann: Anleitung zum Tabakbau. Schweizerbart´sche Verlagsbuchhandlung, Stuttgart 1918
- Philipp Hoffmann: Der Tabakbau in der Heimat: Eine kurze Anleitung über Anbau Verarbeitung des Tabaks im Hause. Verlag Jos. C. Huber, Dießen am Ammersee 1918